# Legión de Vendedores de Periódicos
La Legión de Vendedores de Periódicos (inglés: Newsboy Legion) es un grupo de justicieros adolescentes del universo de DC Comics. Creado por Joe Simon y Jack Kirby, aparecieron en su propia revista homónima que se publicó desde Star Spangled Comics #7 (abril de 1942)hasta #64 (enero de 1947). En 1970, Jack Kirby presentó una nueva Legión de Vendedores de Periódicos, formada por los hijos de los personajes originales de la Edad de Oro.

## Biografía ficticia

### Versión Pre-crisis
La Legión de los Vendedores de Periódicos es un grupo de huérfanos que viven en las calles de Suicide Slum y venden periódicos para ganarse la vida.Ellos también tenían problemas con la ley con frecuencia, aunque el policía local Jim Harper tenía debilidad por ellos. En su primera aparición, Harper, poco después de convertirse en el Guardián, también se convierte en el tutor legal de los Vendedores de Periódicos.Un tema recurrente en sus historias era que los chicos sospechaban que Harper era el Guardián, pero no estaban seguros.
La Legión de Vendedores de Periódicos estaba formada por Tommy Tompkins (el líder); Big Words (el genio del equipo);Gabby (un chico excitable que nunca dejaba de hablar); y Scrapper (el tipo duro).
La Legión de Vendedores de Periódicos fue reintroducida en Superman's Pal Jimmy Olsen #133 (octubre de 1970) como parte del arco argumental del Cuarto Mundo de Jack Kirby . La Legión en esa historia eran los hijos de los originales, que ahora estaban trabajando en un proyecto genético del gobierno.Una nueva incorporación al equipo fue Walter "Flipper Dipper" (o "Flippa Dippa") Johnson Jr., un niño afroamericano. El estaba obsesionado con las maniobras submarinas y era muy capaz de realizarlas. También es hijo de otro miembro del Proyecto. Su apodo se acortó más tarde a "Flip".
Durante su primera misión, el villano Morgan Edge desarrolla el Whiz Wagon para los chicos desprevenidos.Intenta usarlo y usarlos (y por extensión, a Jimmy Olsen) para matar a los Hairies, una sociedad subterránea y tecnológicamente avanzada. Los Hairies eran literalmente vecinos del Proyecto y ambos estaban cerca de la Fábrica del Mal, que se esforzaba por destruir a los demás. Ayudando a la Legión en la lucha contra la Fábrica estaba un clon de Scrapper llamado 'Scrapper Trooper', que fue diseñado para el apoyo militar del Proyecto.
Los chicos se verían afectados por el Proyecto de otras maneras, como por ejemplo trabando amistad con un experimento de la 'Fábrica del Mal'. Llamaron a esta entidad humanoide grande y rosada 'Angry Charlie'. El fue el único sobreviviente de la Fábrica. Las autoridades policiales de Escocia, donde se había escondido la Fábrica, permitieron que la Legión mantuviera la custodia de la entidad.

### Versión Post-crisis
Después de Crisis, la historia de la década de 1940 de la Legión de Vendedores de Periódicos no cambió, al igual que su participación posterior en el Proyecto ADN (ahora llamado Proyecto Cadmus). Sin embargo, en lugar de tener hijos idénticos, ahora se decía que la nueva Legión del Vendedor de Periódicos eran clones, creados por la misma tecnología que recreó al Guardián, como parte de un complot de Apokolips que salió mal.Al igual que el clon del Guardián, compartían los recuerdos de su "padre", al menos hasta su edad actual, lo que significa que a veces no estaban familiarizados con el mundo moderno (los recuerdos del nuevo Flip databan de los años cincuenta, en lugar de los cuarenta). Aparecieron por primera vez en esta forma en Superman (vol. 2) Annual # 2 (1988), escrito por Roger Stern, y aparecieron ampliamente en la serie de Karl Kesel en Las aventuras de Superman, incluida la liberación de Kon-El de Cadmus. Los clones siempre se metían en problemas, como cuando ocultaban la existencia de un gran monstruo que comía muebles.
Los Vendedores de Periódicos de la post-Crisis también recibieron nombres reales: Big Words era Anthony Rodríguez; Gabby era Johnny Gabrielli y Scrapper era Patrick MacGuire. A ellos se les unió brevemente la sobrina del Guardian, "Famous" Bobby Harper, pero luego se fue a vivir con otro pariente.
La Legión se rebela contra Cadmus por primera vez cuando los adultos roban el cuerpo de Superman. Ellos se unen a un equipo de infiltración compuesto por Lois Lane y varios superpoderosos 'Underworlders', una facción de Metropolis dedicada a Superman. El grupo no logra recuperar el cuerpo de Superman.
El incidente con Harper involucró a la Legión desmantelando una operación dirigida por Abuela Bondad, un orfanato que era una red secreta de secuestro para el reino oscuro de Apokolips.
Ambas versiones de la Legión se ocuparían de adversarios como el científico loco Dabney Donovan y los lacayos de Darkseid. El proyecto Cadmus en su totalidad se ocuparía de los ataques y la manipulación de las fuerzas de Lex Luthor.
En Superboy #56, los cambios significativos en el Proyecto Cadmus hicieron que los Newsboys, tanto los originales como los clones, abandonaran el Proyecto. Se sugirió brevemente que los clones estaban investigando qué había realmente detrás de estos cambios, pero no se hizo ningún seguimiento de esto.
Los clones de Newsboy rescataron a Jimmy de las alcantarillas debajo del proyecto en Countdown #29 (octubre de 2007), luego de su fuga de Cadmus. Ellos permitieron que Jimmy se quedara en la "Casa Club de la Legión" (una tienda tapiada) mientras intentaba resolver su situación, pero fue secuestrado por el segundo Forager. Sus "padres" no fueron mencionados.
El grupo aparece en el primer número de La Muerte de los Nuevos Dioses (diciembre de 2007). Utilizando las computadoras del Whiz Wagon, ayudan a Jimmy a obtener evidencia fotográfica de la muerte del Corredor Negro.
En Superman's Pal Jimmy Olsen (one-shot, diciembre de 2008), los miembros originales de Newsboy Legion fueron asesinados por Codename: Assassin. El destino de los clones sigue siendo desconocido. Esto fue parte de una conspiración de largo alcance para matar a todos los seres kryptonianos de poder, de los cuales había muchos en ese momento. El hombre a cargo de este complot fue el general de los Estados Unidos Sam Lane.
En septiembre de 1944, la Newsboy Legion se asoció con los Boy Commandos para detener a los traidores armados y blindados con base en la ciudad de Nueva York.

### Versión de los Siete Soldados
En la nueva versión de Grant Morrison del Guardian, Seven Soldiers: The Guardian, el periódico Manhattan Guardian cuenta con una red de reporteros voluntarios en toda la ciudad llamada "Newsboy Army".
Más adelante en esa misma serie, un grupo llamado el Ejército de Repartidores de Periódicos estuvo activo durante los años cuarenta en una zona de Nueva York llamada Nowhere Street. Este grupo estaba formado por el Capitán 7 (un niño afroamericano con uniforme de fútbol), Ali Ka-Zoom (un joven mago de teatro), Vincenzo 'Kid Scarface' Baldi (un niño italiano con un traje impecable), Chop Suzi (una niña asiática, la mecánica del equipo), Edward 'Baby Brain' Stargard (un niño prodigio), Little Miss Hollywood (una imitadora, hija de inmigrantes irlandeses) y Millions (el perro más rico del mundo). En su última misión como equipo, son maldecidos por el Terrible Sastre del Tiempo para que les den destinos horribles para evitar que detengan sus planes para el Harrowing.
Millions "muere" poco después. Se asume ampliamente que Cap deja embarazada a Suzi, ya que su designación después del encuentro con el Terrible Sastre del Tiempo es "abusador de menores". Sin embargo, el crucigrama incluido en Seven Soldiers # 1 implica que Suzi puede haber dado a luz a gemelos, engendrados por Baby Brain, a pesar de los obvios obstáculos físicos. Cap es posteriormente asesinado por los demás. Hollywood se convierte en un "superimpresionista" alcohólico. Ali Ka-Zoom domina la magia genuina, se vuelve loco y muere, y Kid Scarface se convirtió en Vincenzo el Don Inmortal, el líder del inframundo de Los Ángeles y es asesinado por los Sheeda. Baby Brain sobrevive para fundar el periódico Manhattan Guardian. Ali Ka-Zoom ha aparecido con vida en 52. En Seven Soldiers # 1, se revela que Kid Scarface / Don Vincenzo en realidad bañó a Millions en el Caldero del Renacimiento, y Millions heredó toda la propiedad de Vincenzo después de su muerte, convirtiéndose en el "Padre Perro".
El nombre "Newsboys of Nowhere Street" sugiere tanto a la Legión de Newsboy como a la pandilla de niños posterior de Kirby, los Dingbats de la Calle Peligro.

### Doctor Salvaje
La expresión de sorpresa favorita de Big Words es "¡Me superamalgamaron!". Esta frase fue utilizada originalmente por el polisílabo William Harper Littlejohn en Doc Savage.

### La Nueva Era Dorada
En las páginas de la miniserie "The New Golden Age" titulada "Stargirl: The Lost Children", la Legión del Repartidor de Periódicos se encuentra entre los niños perdidos en la Isla Huérfana. Ellos le mencionaron a Stargirl su historia con Guardian.La Legión de Vendedores de Periódicos luego participa en la incursión al castillo de Childminder. Algunos de sus miembros fueron salvados de un Recolector de Niños por Salem la Chica Bruja.La Legión de Vendedores de Periódicos se encuentra entre los Niños Perdidos que están "anidados" por los Recolectores de Niños.Gracias a una distracción del miembro de los Amos del Tiempo Corky Baxter, Boom usó esta distracción para liberar a todos. Después de la derrota de los Amos del Tiempo (una versión anterior de Corky Baxter) y Childminder y Wing siendo enviado de regreso a su propio tiempo, la Legión de Vendedores de Periódicos se encuentra entre los Niños Perdidos que son llevados al tiempo de Stargirl por el androide Hourman debido a razones paradójicas.

## Colecciones
DC ha publicado dos colecciones de tapa dura:
- The Newsboy Legion v1, 2010, ISBN 1-4012-2593-4 (reimpresiones Star Spangled Comics #7-32).
- The Newsboy Legion v2, 2017, ISBN 978-1-4012-7236-4 (reimpresiones Star Spangled Comics #33-64).

## Otras versiones
En Elseworld's Finest, la Legión era un pequeño subgrupo de Vendedores de Periódicos que contaba entre sus miembros con un jovencísimo Jimmy Olsen.

## En otros medios
- La Legión de Vendedores de Periódicos hace apariciones no acreditadas en el episodio de Liga de la Justicia Ilimitada, "Patriot Act".
- Una encarnación de género diferente de la Legión de Newsboy llamada la Legión de Newsgirl aparece en el episodio de Young Justice: Outsiders, "First Impressions", compuesta por Tommi Thompkins (con la voz de Mae Whitman), Gabi Gabrielli (con la voz de Grey Griffin) y Antonia "Big Words" Rodríguez (con la voz de Zehra Fazal). Esta versión de la Legión es un grupo inspirado en las redes sociales con sede en Brooklin, Maine y son asociados del padre de Tommi, el alcalde Thomas Thompkins (con la voz de Jason Marsden), y el sheriff Patrick Maguire (con la voz de Troy Baker), que está basado en Scrapper.
- La Legión de Newsboy, rebautizada como Legión de Newskid, aparece en Mis aventuras con Superman, compuesta por Big Words y encarnaciones femeninas de Scrapper (rebautizada como Patty), Gabby y Flip Johnson (con la voz de Azuri Hardy-Jones). Después de apariciones menores en la primera temporada, ellos son contratados por Perry White para servir como pasantes de Jimmy Olsen en el Daily Planet en la segunda temporada.